# Megachernes vietnamensis
Espèce
Megachernes vietnamensis est une espèce de pseudoscorpions de la famille des Chernetidae.

## Distribution
Cette espèce se rencontre au Viêt Nam et en Chine.

## Description
Megachernes vietnamensis mesure de 4 à 5 mm.

## Étymologie
Son nom d'espèce, composé de vietnam et du suffixe latin -ensis, « qui vit dans, qui habite », lui a été donné en référence au lieu de sa découverte, le Viêt Nam.

## Publication originale
- Beier, 1967 : Pseudoscorpione vom kontinentalen Südost-Asien. Pacific Insects, vol. 9, no 2, p. 341-369 (texte intégral).